# Bisdom Brentwood
Het bisdom Brentwood (Latijn: Dioecesis Brentvoodensis) is een rooms-katholiek bisdom met als zetel Brentwood, in het Verenigd Koninkrijk. Het bisdom is suffragaan aan het aartsbisdom Westminster. 

## Geschiedenis
Het bisdom werd opgericht op 20 juli 1917, uit delen van het aartsbisdom Westminster. 

## Parochies
Het bisdom had in 2022 een oppervlakte van 3.967 km2 en telde 2.898.548 inwoners waarvan 8,3% rooms-katholiek was.

## Bisschoppen
- Bernard Nicholas Ward (20 juli 1917 - 21 januari 1920; apostolisch administrator sinds 22 maart 1917)
- Arthur Henry Doubleday (7 mei 1920 - 23 januari 1951)
- George Andrew Beck (23 januari 1951 - 28 november 1955; coadjutor sinds 7 augustus 1948)
- Bernard Patrick Wall (30 november 1955 - 14 april 1969)
- Patrick Joseph Casey (2 december 1969 - 12 december 1979)
- Thomas McMahon (16 juni 1980 - 14 april 2014)
- Alan Stephen Williams (14 april 2014 - heden)

Westminster (aartsbisdom) · Brentwood · East Anglia · Northampton · Nottingham